# Virgin Gorda
Virgin Gorda est une île de la mer des Caraïbes faisant partie de l'archipel des îles Vierges britanniques. D'une superficie de 21 km2, l'île est peuplée d'environ 3 063 habitants (2003).
Elle fut appelée "La Grosse Vierge" par Christophe Colomb lors de son deuxième voyage en 1493 à cause de son profil.
Virgin Gorda est très connue pour ces formations géologiques appelées The Baths. Ce sont des rochers sphériques de granit d'origine volcanique disséminés le long de la plage. Ces amoncellements spectaculaires de roches grises délimitent de ravissantes piscines naturelles aux eaux émeraude, tapissées de sable blanc et ombragées de palmiers. Ici et là, elles forment des grottes à moitié submergées lors des marées.
Au sud-est de l'île se trouve le Parc national de la mine de cuivre. Entre 1838 et 1867, quelque 150 ouvriers dirigés par des Écossais ont extrait ici plus d'une tonne de cuivre. Le métal était fondu sur place puis transporté par bateau jusqu'en Angleterre. D'impressionnants vestiges (fours, cheminée, puits de mine) témoignent de l'entreprise.
À l'ouest de Virgin Gorda, The Dogs sont un ensemble de six îlots protégés pour leurs colonies d'oiseaux de mer et la pureté de leurs fonds sous-marins.

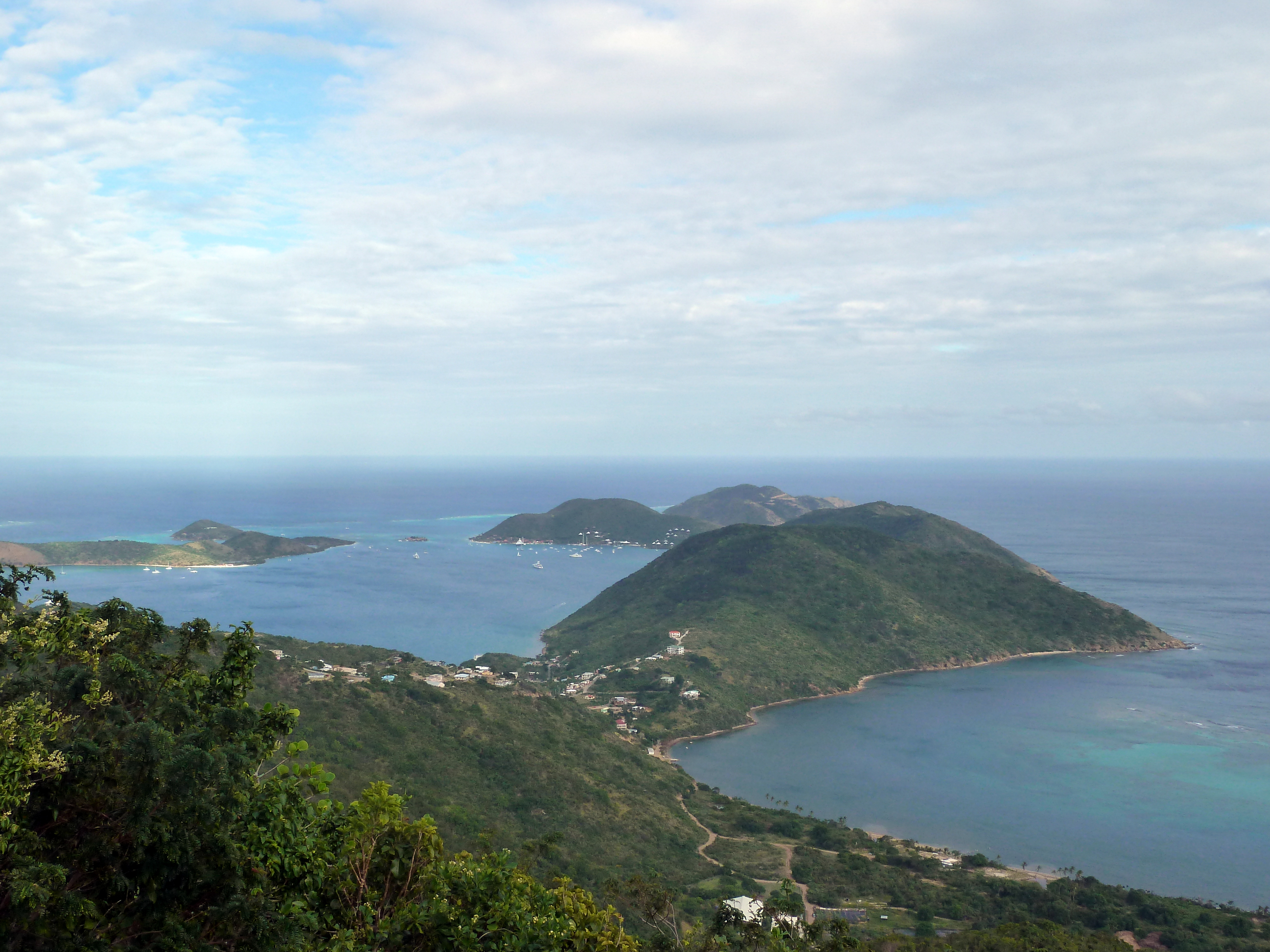
Surplombant le North Sound, 2010